# Зебринка строката
Зебри́нка строката (Calamonastes fasciolatus) — вид горобцеподібних птахів родини тамікових (Cisticolidae). Мешкає в Південній Африці.

## Підвиди
Виділяють три підвиди:
- C. f. pallidior Hartert, E, 1907 — південно-західна Ангола;
- C. f. fasciolatus (Smith, A, 1847) — від півночі центральної Намібії до Ботсвани, західного Зімбабве і півночі ПАР;
- C. f. europhilus (Clancey, 1970) — південно-східна Ботсвана, південь Зімбабве, північ ПАР.

## Поширення і екологія
Строкаті зебринки живуть в сухих саванах і сухих чагарникових заростях.